# Morten Wieghorst
Morten Wieghorst est un footballeur danois devenu entraîneur né le 25 février 1971 à Glostrup.

## Biographie

### En sélection
- 30 sélections et 3 buts avec l'équipe du Danemark entre 1994 et 2004.